# Burning Questions
| Оценки критиков | Оценки критиков |
| Источник        | Оценка          |
| --------------- | --------------- |
| Allmusic        | [ 1 ]           |

Burning Questions — сольный студийный альбом британского певца и композитора Джеймса Уоррена, бывшего участника групп Stackridge и The Korgis, выпущенный в 1986 году на лейбле Sonet Records. В альбом вошли синглы «Burning Questions» (выпущенный под названием 'The Korgis', 1985), «True Life Confessions» ('The Korgis', 1985), «They Don't Believe In Magic» (под названием 'James Warren & The Korgis', 1986) и «It Won't Be The Same Old Place» (Джеймс Уоррен, 1986).
В 2007 году альбом был переиздан на CD лейблом Angel Air Records.

## Список композиций
Сторона A
1. «Burning Questions» (Davis/Warren) — 4:41
2. «Climate of Treason» (Warren) — 3:51
3. «They Don't Believe in Magic»(Warren) — 4:10
4. «Possessed» (Warren) — 4:11
5. «I Know Something» (Warren) — 3:10

Сторона Б
1. «True Life Confessions» (Davis/Warren) — 4:17
2. «It Won't Be the Same Old Place» (Davis/Warren) — 4:59
3. «Loneliness» (Warren) — 4:10
4. «Can You Hear the Spirit Dying» (Warren) — 3:27
5. «I Want To Remember» (Warren) — 5:46

 бонус треки на CD издании 2007 года
1. «11:59» You Made Me Believe»(ранее не издавался) — 3:36
2. «How Did You Know?» (совместно с Eddi Reader) (сингл 1987) — 3:46
3. «I'll Be Here» (B-side "They Don't Believe in Magic") (Warren) — 4:27

## Синглы
- «True Life Confessions» /  «Possessed»(Edit) — 3:55 (as 'The Korgis', Sonet SON 2277, июнь 1985)
- «True Life Confessions» (Extended) - 5:58 / «I Know Something» (Edit) — 2:53 / «Possessed» (Edit)- 3:48 (12") ('The Korgis', 12" SONL 2277, июнь 1985)
- «Burning Questions» / «Waiting For Godot» (не входит в альбом) (Warren) — 3:34 ('The Korgis', SON 2284, ноябрь 1985)
- «Burning Questions »(Extended) — 8:04 / «Waiting For Godot» ('The Korgis', 12" SONL 2284, ноябрь 1985)
- «They Don't Believe in Magic» / «I'll Be Here» (не входит в альбом) ('James Warren is The Korgis', SON 2302, июль, 1986)
- «It Won't Be the Same Old Place» (Single remix by David Lord) — 4:23 /«Climate of Treason» (James Warren, SON 2311, ноябрь 1986)
- «How Did You Know?» (не входит в альбом) / «Can You Hear the Spirit Dying» (James Warren, SON 2328, 1987)
- «True Life Confessions» ('88 Remix by Kenny Denton) - 3:19 / «Possessed» (edit) — 3:55 ('The Korgis', SON 2277, март 1988)

## Участники записи
- James Warren — ведущий вокал, бэк-вокал, электрическая гитара, акустическая гитара, бас-гитара, (гитарные и ударные аранжировки, сентябрь 2006)
- Nick Magnus — клавишные, акустическая и электронная перкуссия, синтезатор, программирование
- Glenn Tommey — (дополнительные гитары и перкуссионные инструменты, сентябрь 2006)

### Производство
- James Warren — продюсер
- Andy Davis — co-продюсер треков «Burning Questions», «True Life Confessions» и «It Won't Be the Same Old Place»

## История выпуска
- 1986 Sonet Records, Швеция SNTF 956 (LP)
- 2007 Angel Air Records, Великобритания SJPCD217, (CD)